# Montmirey-la-Ville
Montmirey-la-Ville – miejscowość i gmina we Francji, w regionie Burgundia-Franche-Comté, w departamencie Jura.
Według danych na rok 1990 gminę zamieszkiwało 199 osób, a gęstość zaludnienia wynosiła 51 osób/km² (wśród 1786 gmin Franche-Comté Montmirey-la-Ville plasuje się na 546. miejscu pod względem liczby ludności, natomiast pod względem powierzchni na miejscu 892.).